# Cane da guardia di Mosca

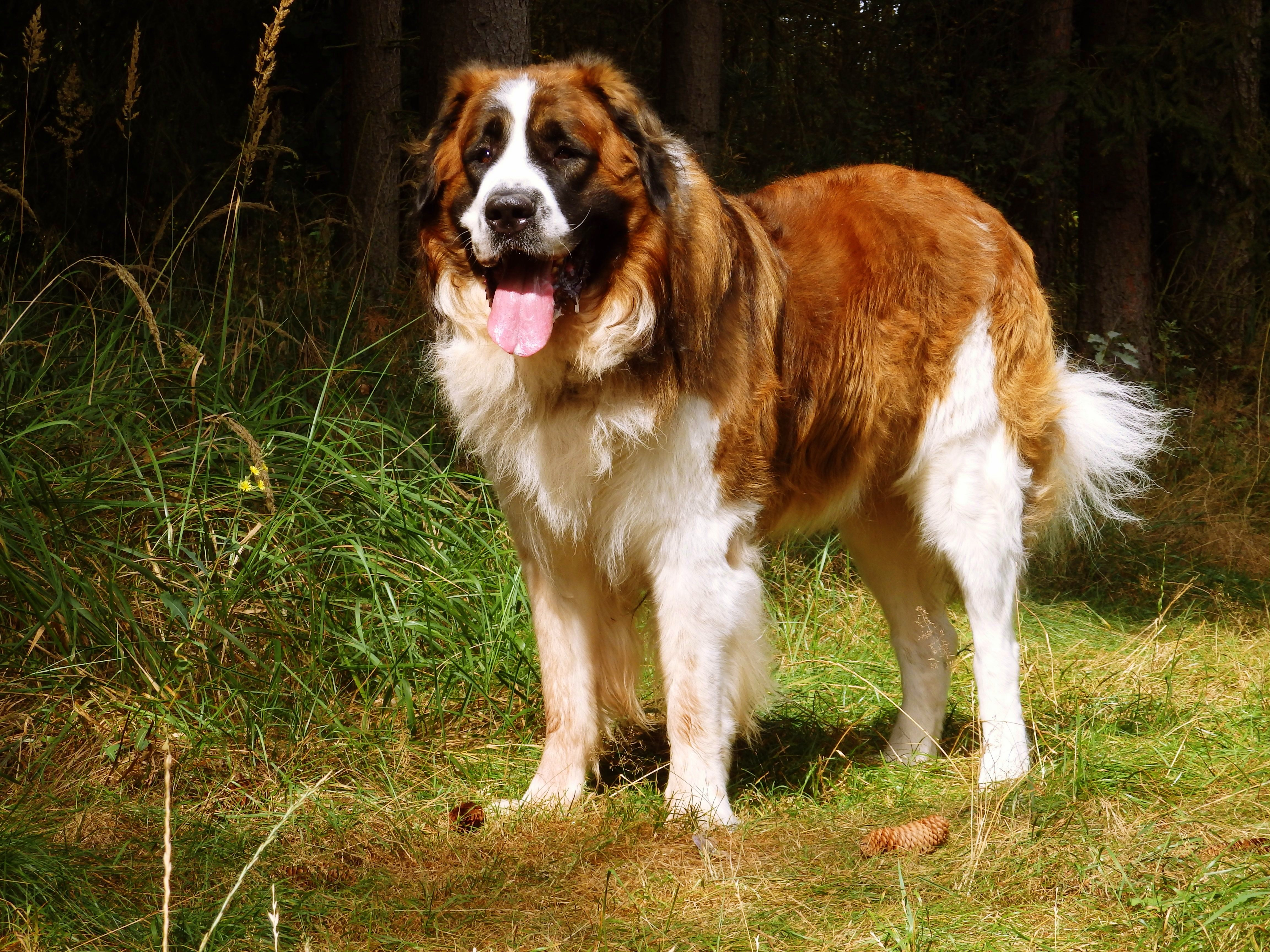
Moscow Watchdog

Il Moscow Watchdog o cane da guardia di Mosca (in russo московская сторожевая?, tr. Moskovskaya Storozhevaya) è una razza di cane allevata in Unione Sovietica. Discende dagli incroci tra il San Bernardo e il Pastore del Caucaso. Mantiene le dimensioni fisiche, l'attrattiva e l'intelligenza di un San Bernardo e la consapevolezza e i tratti assertivi di un cane da pastore caucasico.

## Storia
Durante il periodo successivo alla seconda guerra mondiale, la Russia aveva bisogno di migliaia di cani da guardia a causa della crescente criminalità, una razza di cane che poteva adattarsi a una temperatura molto bassa −30 – −40 °C (−22 – −40 °F), ambiente nevoso durante l'inverno e per poter presidiare quasi tutto ciò che era di proprietà del governo, come magazzini, ferrovie, campi di lavoro e infrastrutture. Questo è stato il motivo per cui hanno avviato un immenso progetto guidato dal Gen Medvedev. È iniziato nel 1946 ed è durato un anno presso la Central School of Military Kynology, un dipartimento del Ministero della Difesa dell'URSS. Dopo molti anni di esperimenti di incroci di cani di razza pura, il cane da guardia di Mosca è stata una delle razze di maggior successo dagli incroci tra cani da pastore caucasici e San Bernardo. Fornisce l'aspetto mentale e fisico che desideravano.
Lo standard di razza è stato pubblicato per la prima volta nel 1985 quando ha ricevuto lo "status ufficiale" nell'Unione Sovietica. Nel 1992 è stato approvato dalla Federazione degli allevatori di cani della Russia e nel 1997 dal Dipartimento per l'allevamento di animali e il pedigree del Ministero dell'Agricoltura della Russia. Lo standard è stato approvato anche dal Russian Kennel Club nel 1997.
Il Russian Kennel Club sta collaborando con la International Kennel Federation (FCI) per ottenere il riconoscimento ufficiale. Il Moscow Watchdog è considerato dalla FCI come parte del 2 ° gruppo Molossi. Nelle esposizioni canine autorizzate dalla FCI, vengono mostrati in quella che viene definita "mostra speciale".

## Caratteristiche
Legato ai cani da guardia del bestiame, il Moscow Watchdog, una delle razze di cani più grandi, è alto tra i 64 e i 69 cm e pesa da 45 a 68 kg. È un cane muscoloso che ha una testa voluminosa e gambe potenti. Il mantello è spesso di lunghezza moderata con il colore bianco e rosso. La sua coda gonfia è abbastanza lunga da poter toccare il pavimento. Sbava nella media, ha petto ben arcuato e generalmente dà un'impressione di fermezza e sicurezza.
Il cane da guardia di Mosca ha un grande temperamento, e richiede addestramento e socializzazione precoce sia con le persone che con gli animali. In questa relazione, è noto per essere un "gigante gentile", assertivo e protettivo nei confronti della sua famiglia quando è in pericolo.